# Billington Heights
Billington Heights és una concentració de població designada pel cens dels Estats Units a l'estat de Nova York. Segons el cens del 2000 tenia 1.691 habitants.

## Demografia
Segons el cens del 2000, Billington Heights tenia 1.691 habitants, 664 habitatges, i 515 famílies. La densitat de població era de 208,6 habitants per km².
Dels 664 habitatges en un 30,3% hi vivien nens de menys de 18 anys, en un 69,7% hi vivien parelles casades, en un 6,3% dones solteres, i en un 22,3% no eren unitats familiars. En el 19,9% dels habitatges hi vivien persones soles el 13,1% de les quals corresponia a persones de 65 anys o més que vivien soles. El nombre mitjà de persones vivint en cada habitatge era de 2,53 i el nombre mitjà de persones que vivien en cada família era de 2,91.
Per edats la població es repartia de la següent manera: un 23,6% tenia menys de 18 anys, un 4% entre 18 i 24, un 21,8% entre 25 i 44, un 29,8% de 45 a 60 i un 20,8% 65 anys o més.
L'edat mediana era de 45 anys. Per cada 100 dones de 18 o més anys hi havia 89,7 homes.
La renda mediana per habitatge era de 56.154 $ i la renda mediana per família de 66.250 $. Els homes tenien una renda mediana de 42.750 $ mentre que les dones 22.305 $. La renda per capita de la població era de 32.337 $. Cap de les famílies i el 2% de la població estaven per davall del llindar de pobresa.